# سیدنی سوان
سیدنی سوان (انگلیسی: Sidney Swann; ۲۴ ژوئن ۱۸۹۰ – ۱۹ سپتامبر ۱۹۷۶) قایقران روئینگ اهل بریتانیا بود.